# Submediterrani

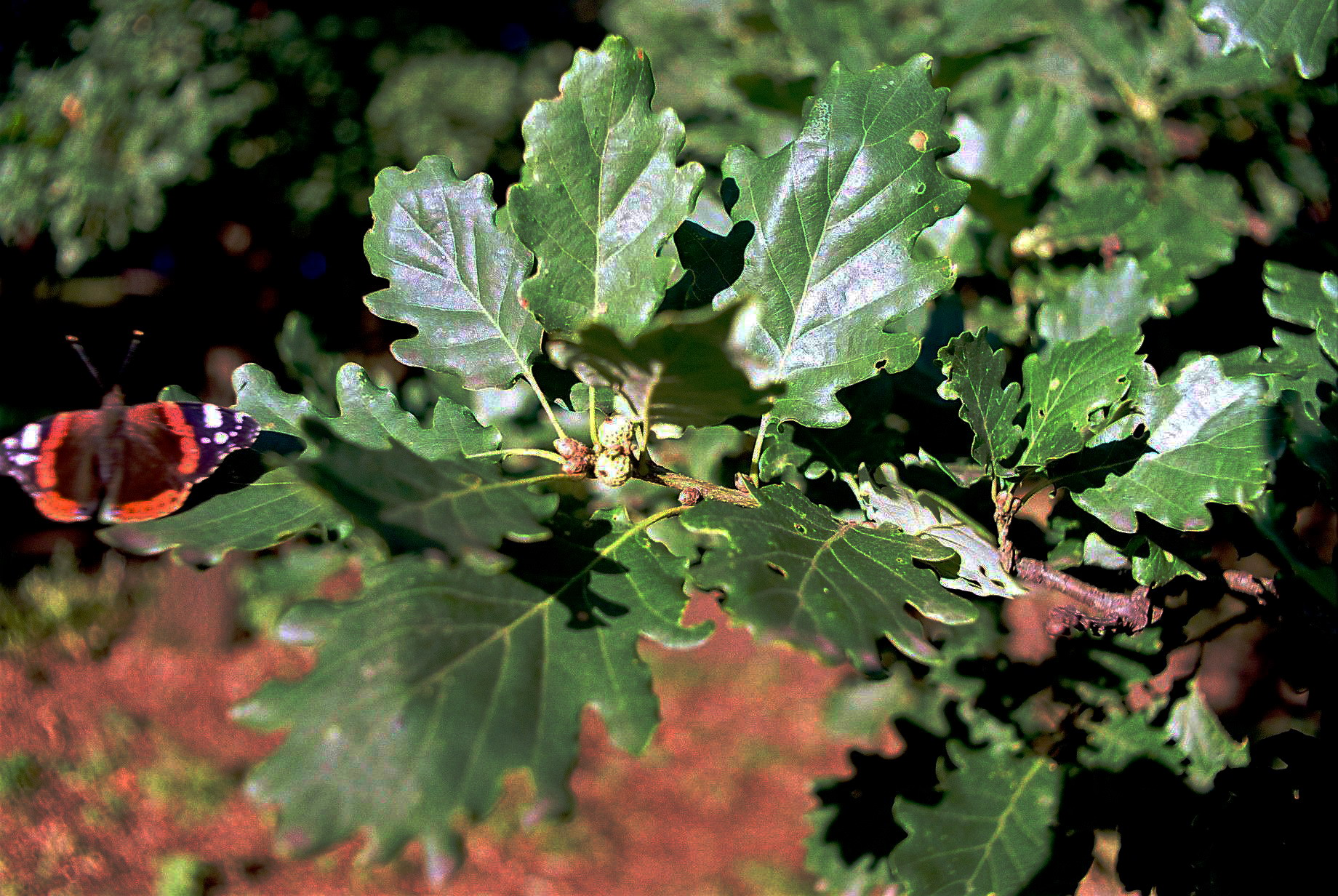
El roure martinenc és un arbre típic de la regió submediterrània

Submediterrani és un domini de vegetació, és una ampla zona de transició entre la regió mediterrània i la regió eurosiberiana. Correspon a la vegetació que es forma sota un clima submediterrani.Ocupa zones del nord de la península Ibèrica, Occitània, Nord d'Itàlia, Balcans, Crimea i Anatòlia.
A la península Ibèrica, Oriol de Bolòs (1985) anomena territori submediterrani on domina un clímax de roures de les espècies Quercus humilis i Quercus faginea pro parte i també Quercus pyrenaica del sector carpetano-atlàntic.
L'espècie que millor assenyala l'ambient submediterrani europeu és el roure martinenc altrament dit roure pubescent (Quercus humilis), una espècie de roure intermedi entre els roures marcescents (les fulles dels quals no cauen però queden seques a l'arbre fins a la nova brotada) i els roures caducifolis comuns.
Les formacions submediterrànies també poden consistir en boscos dominats per arbres típicament de la vegetació mediterrània com el carrascar de muntanya o forests dominats per arbres típicament atlàntics com les fagedes amb boix, formacions que es troben en els prepirineus i les serralades costero-catalanes.
En les serres de vessant mediterrani prop de la costa hi ha representacions poc extenses de boscos dominats per diferents combinacions d'arbres caducifolis (boscs mixts submediterranis) d'extensió reduïda.